# Молчанов, Анатолий Евграфович
Анатолий Евграфович Молчанов (18 апреля 1859, Москва, — 3 мая 1921, Петроград) — деятель русского театра, государственный служащий, предприниматель и меценат. Сын статского советника. Евграфа Владимировича Молчанова. Третий муж актрисы Марии Гавриловны Савиной

## Биография и карьера
Родился 18 апреля 1859 года в семье Евграфа Владимировича Молчанова - московского промышленника, статского советника и его второй жены Елизаветы Иосифовны.
После выпуска из Императорского училища правоведения стал успешным государственным чиновником, коллежским секретарем в ведомстве Министерства юстиции, затем в течение 10 лет работал в ведомстве Императорского человеколюбивого общества, из которого в 1887 г. был переведён в Дирекцию Императорских театров.
С1892 года чиновник особых поручений при директоре императорских театров, заведующий монтировочной частью Александринского театра (1897—1900), вписал своё имя в историю искусства как основатель и первый редактор «Ежегодника императорских театров» (1892—1898), составитель и издатель «Архива Дирекции императорских театров» (1892).полностью посвятив себя деятельности в театральном благотворительном обществе, членом которого состоял с момента его создания как «Общества пособия нуждающимся сценическим деятелям» (1883, для оказания помощи нуждающимся постоянным работникам театра — артистам, суфлёрам, музыкантам, декораторам, режиссёрам и т. д., а также их вдовам и сиротам). Он сотрудничал также с журналами «Библиофил», «Исторический вестник», «Русская старина», «Бирюч Петроградских государственных театров» — и это далеко не полный перечень изданий, в которых работал Анатолий Евграфович.
В 1900 году А. Е. Молчанов оставил государственную службу в чине действительного статского советника. С 1900 Первый выборный председатель Российского Театрального общества, а затем его несменяемый вице-президент (1902—1917).
С 1910 года муж актрисы Савиной, Мария Гавриловны. В качестве свадебного подарка Молчанов преподнес ей особняк на набережной реки Карповки. Архитектор М. Ф. Гейслер создал замечательное здание в стиле модерн. В 1908 г. они въехали, а через два года состоялось венчание. «„Молодым“ было сильно за 50», — иронизировала Савина.
В 1915 г. после смерти супруги А. Е. Молчанов создает музей М. Г. Савиной, под который отдает большую часть особняка на Аптекарском острове, а в 1918 г. безвозмездно передает музей государству со всем имуществом (которое оценивалось в размере 3 млн руб.) и банковским счетом на его содержание. В Центральном государственном архиве литературы и искусства хранятся документы, связанные с Домом-музеем: акт передачи Дома-музея в дар государству и условия, на которых она производилась; список лиц, находящихся при Доме-музее; постановление об использовании счета А. Е. Молчанова только на цели Дома-музея; письмо А. Е. Молчанова директору академических театров И. В. Экскузовичу с просьбой нанять лицо для работы по делопроизводству в музее, который стал филиалом Театрального музея.
До самой смерти А. Е. Молчанов являлся активным членом РТО, поддерживал Общество во всех его начинаниях и оказывал посильную помощь. Занимался хозяйственными делами «Убежища»: выбивал пайки для оставшихся стариков, дрова, керосин. Жил на пенсию. О хлебосольстве пришлось забыть, наступили другие времена, и теперь уже предложить стакан чаю с ломтиком хлеба было роскошеством.
В 1918 г. Анатолий Евграфович переехал в Дом ветеранов сцены имени М. Г. Савиной (так стало называться Убежище после революции). Ему не удалось пережить тяжелые годы, голод, холод. 3 мая 1921 г. он скончался.
По сведениям уже упоминавшейся исследовательницы Л. Г. Шор, после смерти А. Е. Молчанова у РТО остался перед ним денежный долг (на сумму в 36 000 руб.). Он завещал эти деньги на стипендии. Было учреждено 5 стипендий: 3 стипендии в «Убежище для престарелых сценических деятелей» (стипендии «имени Марии Гавриловны Савиной-Молчановой, Елизаветы Иосифовны Молчановой и Анатолия Евграфовича Молчанова» по 8 000 руб.); 2 стипендии в «Приют для детей сирот сценических деятелей» («имени М. Г. Савиной и А. Е. Молчанова» по 6 000 руб.).